# Weiherbachl
Das Weiherbachl entsteht im Zentrum von Deining im Landkreis Bad Tölz-Wolfratshausen. Nach kurzem nordwärtigem Verlauf und einem anschließenden Knick nach Osten mündet es in den Zulaufgraben zum Deininger Weiher. Dessen Auslass wiederum, der Gleißenbach, versickert nach kurzem weiterem Lauf.